# Río Caritaya
El río Caritaya es un curso de agua ubicado en la Región de Arica y Parinacota. Chile. Es uno de los principales afluentes del río Camarones. 

## Trayecto
Nace en el margen oeste de los volcanes Mulluri y Guaijata, más precisamente en la confluencia del río Guaiguasi con el arroyo Mulluri.
Poco antes de su desagüe en el Camarones, el río descansa sus aguas en el embalse Caritaya, (capacidad: 42 171 000 m³) construido en la década de 1930 y reparado el año 2009 por la Dirección de Obras Hidráulicas (DOH) del Ministerio de Obras Públicas (Chile).
Su cauce recibe, entre otros tributarios, a la quebrada Caritaya, que desemboca en su margen izquierda

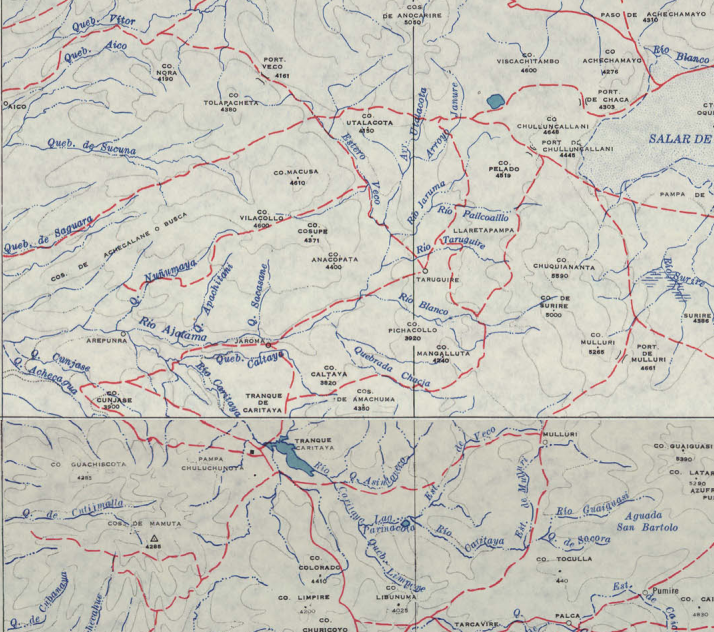
Cuencas de los ríos Ajatama y Caritaya, en un compuesto de dos mapas del Instituto Geográfico Militar (Chile).

## Caudal y régimen
La subcuenca del embalse Caritaya no tiene aún la infraestructura fluviométrica por lo que se traspuso el comportamiento de los ríos Camiña y Codpa, de la misma región y similar comportamiento, a la superficie de la cuenca del Caritaya para obtener así el siguiente diagrama de caudales medios mensuales, uno según el comportamiento del Codpa y otro según el comportamiento del Camiña:

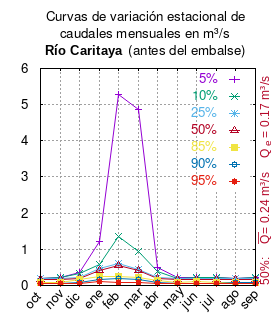
Curvas de variación estacional estimadas del río Caritaya antes del embalse, a partir de otras cuencas similares.

Se observan crecidas durante los meses de lluvia en el altiplano, que son los meses de verano del hemisferio austral.

## Historia
Luis Risopatrón lo describe en su Diccionario jeográfico de Chile:: 14 
Caritaya (Río). Es formado principalmente por los arroyos Mulluri i Guaiguasi, corre hacia el NW i se junta con el rio Ajatama para formar el de Camarones en las acercanias de arepunta; aumenta su caudal con las lluvias en los meses de verano, hasta alcanzar unos ocho metros cúbicos en término medio i desminuye en la temporada de invierno i llega su mínimun en los meses de agosto a noviembre.

## Población, economía y ecología

### Contaminación natural
El río presenta altas concentraciones de arsénico y boro, dado los aportes de las quebradas del margen sur, de las lagunas de Amuyo y por la incorporación de elementos químicos provenientes de la lixiviación o disolución de minerales durante su tránsito aguas arriba de las lagunas de Amuyo.: 14 